# Soursac
Soursac is een gemeente in het Franse departement Corrèze (regio Nouvelle-Aquitaine) en telt 505 inwoners (1999). De plaats maakt deel uit van het arrondissement Tulle.

## Geografie
De oppervlakte van Soursac bedraagt 43,8 km², de bevolkingsdichtheid is 11,5 inwoners per km².
Een niet meer in gebruik zijnde verbinding tussen Soursac en Lapleau was het Viaduc des Rochers Noirs.
De onderstaande kaart toont de ligging van Soursac met de belangrijkste infrastructuur en aangrenzende gemeenten.

## Demografie
Onderstaande figuur toont het verloop van het inwonertal (bron: INSEE-tellingen).